# Lista över fornlämningar i Växjö kommun (Ör)
Lista över fornlämningar i Växjö kommun (Ör) är en förteckning av ett urval av de fornlämningar som finns i Ör i Växjö kommun.
| Namn               | Lämningstyp    | Tillkomsttid | Historisk indelning | Plats | Läge                 | ID-nr          | Bild                                 |
| ------------------ | -------------- | ------------ | ------------------- | ----- | -------------------- | -------------- | ------------------------------------ |
| Ör 1:1             | Stensättning   |              | Ör, Småland         |       | 57.048429, 14.634763 | 10078000010001 | Ladda upp en bild av detta fornminne |
| Ör 2:1             | Röse           |              | Ör, Småland         |       | 57.054043, 14.632560 | 10078000020001 | Ladda upp en bild av detta fornminne |
| Ör 3:1             | Röse           |              | Ör, Småland         |       | 57.050523, 14.643042 | 10078000030001 | Ladda upp en bild av detta fornminne |
| Ör 5:1             | Röse           |              | Ör, Småland         |       | 57.054196, 14.637287 | 10078000050001 | Ladda upp en bild av detta fornminne |
| Ör 6:1             | Röse           |              | Ör, Småland         |       | 57.037513, 14.667058 | 10078000060001 | Ladda upp en bild av detta fornminne |
| Ör 8:1             | Röse           |              | Ör, Småland         |       | 57.029245, 14.653803 | 10078000080001 | Ladda upp en bild av detta fornminne |
| Ör 8:2             | Stensättning   |              | Ör, Småland         |       | 57.029358, 14.653756 | 10078000080002 | Ladda upp en bild av detta fornminne |
| Ör 8:3             | Stensättning   |              | Ör, Småland         |       | 57.029454, 14.653600 | 10078000080003 | Ladda upp en bild av detta fornminne |
| Ör 10:1            | Röse           |              | Ör, Småland         |       | 57.022123, 14.659919 | 10078000100001 | Ladda upp en bild av detta fornminne |
| Ör 11:1            | Röse           |              | Ör, Småland         |       | 57.019899, 14.665127 | 10078000110001 | Ladda upp en bild av detta fornminne |
| Ör 12:1            | Röse           |              | Ör, Småland         |       | 57.020380, 14.670158 | 10078000120001 | Ladda upp en bild av detta fornminne |
| Ör 12:2            | Röse           |              | Ör, Småland         |       | 57.020167, 14.670226 | 10078000120002 | Ladda upp en bild av detta fornminne |
| Ör 13:1            | Röse           |              | Ör, Småland         |       | 57.015428, 14.662688 | 10078000130001 | Ladda upp en bild av detta fornminne |
| Ör 14:1            | Röse           |              | Ör, Småland         |       | 57.011805, 14.661840 | 10078000140001 | Ladda upp en bild av detta fornminne |
| Ör 15:1            | Röse           |              | Ör, Småland         |       | 57.011362, 14.662298 | 10078000150001 | Ladda upp en bild av detta fornminne |
| Ör 16:1            | Röse           |              | Ör, Småland         |       | 57.004954, 14.676404 | 10078000160001 | Ladda upp en bild av detta fornminne |
| Ör 16:2            | Stensättning   |              | Ör, Småland         |       | 57.004929, 14.675885 | 10078000160002 | Ladda upp en bild av detta fornminne |
| Ör 17:1            | Stensättning   |              | Ör, Småland         |       | 57.012373, 14.671607 | 10078000170001 | Ladda upp en bild av detta fornminne |
| Ör 18:1            | Stenkammargrav |              | Ör, Småland         |       | 57.011313, 14.685530 | 10078000180001 | Ladda upp en bild av detta fornminne |
| Ör 20:1            | Stensättning   |              | Ör, Småland         |       | 57.011986, 14.656178 | 10078000200001 | Ladda upp en bild av detta fornminne |
| Ör 21:1            | Stensättning   |              | Ör, Småland         |       | 57.010873, 14.657553 | 10078000210001 | Ladda upp en bild av detta fornminne |
| Ör 21:2            | Stensättning   |              | Ör, Småland         |       | 57.011031, 14.657559 | 10078000210002 | Ladda upp en bild av detta fornminne |
| Ör 21:3            | Hällristning   |              | Ör, Småland         |       | 57.010854, 14.657753 | 10078000210003 | Ladda upp en bild av detta fornminne |
| Ör 24:1            | Röse           |              | Ör, Småland         |       | 56.994739, 14.653833 | 10078000240001 | Ladda upp en bild av detta fornminne |
| Ör 25:1            | Röse           |              | Ör, Småland         |       | 56.995263, 14.654712 | 10078000250001 | Ladda upp en bild av detta fornminne |
| Ör 26:1            | Röse           |              | Ör, Småland         |       | 56.979331, 14.668461 | 10078000260001 | Ladda upp en bild av detta fornminne |
| Ör 27:1            | Röse           |              | Ör, Småland         |       | 56.979352, 14.667686 | 10078000270001 | Ladda upp en bild av detta fornminne |
| Ör 29:1            | Stenkammargrav |              | Ör, Småland         |       | 56.976748, 14.683961 | 10078000290001 | Ladda upp en bild av detta fornminne |
| Ör 30:1            | Röse           |              | Ör, Småland         |       | 56.977684, 14.683790 | 10078000300001 | Ladda upp en bild av detta fornminne |
| Ör 31:1            | Röse           |              | Ör, Småland         |       | 56.978883, 14.684836 | 10078000310001 | Ladda upp en bild av detta fornminne |
| Ör 32:1            | Röse           |              | Ör, Småland         |       | 56.977817, 14.685086 | 10078000320001 | Ladda upp en bild av detta fornminne |
| Ör 33:1            | Röse           |              | Ör, Småland         |       | 56.975582, 14.682565 | 10078000330001 | Ladda upp en bild av detta fornminne |
| Ör 33:3            | Röse           |              | Ör, Småland         |       | 56.975415, 14.682460 | 10078000330003 | Ladda upp en bild av detta fornminne |
| Ör 34:1            | Röse           |              | Ör, Småland         |       | 56.974764, 14.684582 | 10078000340001 | Ladda upp en bild av detta fornminne |
| Ör 36:1            | Gravfält       |              | Ör, Småland         |       | 56.969672, 14.664418 | 10078000360001 | Ladda upp en bild av detta fornminne |
| Ör 38:1            | Röse           |              | Ör, Småland         |       | 56.968079, 14.665505 | 10078000380001 | Ladda upp en bild av detta fornminne |
| Ör 40:1            | Röse           |              | Ör, Småland         |       | 56.997419, 14.649421 | 10078000400001 | Ladda upp en bild av detta fornminne |
| Ör 41:1            | Röse           |              | Ör, Småland         |       | 56.991150, 14.632803 | 10078000410001 | Ladda upp en bild av detta fornminne |
| Ör 42:1            | Röse           |              | Ör, Småland         |       | 56.991031, 14.636402 | 10078000420001 | Ladda upp en bild av detta fornminne |
| Ör 44:1            | Röse           |              | Ör, Småland         |       | 57.016785, 14.642863 | 10078000440001 | Ladda upp en bild av detta fornminne |
| Ör 44:2            | Röse           |              | Ör, Småland         |       | 57.016465, 14.642970 | 10078000440002 | Ladda upp en bild av detta fornminne |
| Ör 45:1            | Stensättning   |              | Ör, Småland         |       | 57.017447, 14.650989 | 10078000450001 | Ladda upp en bild av detta fornminne |
| Ör 46:1            | Röse           |              | Ör, Småland         |       | 57.041225, 14.650251 | 10078000460001 | Ladda upp en bild av detta fornminne |
| Ör 46:2            | Stenkammargrav |              | Ör, Småland         |       | 57.041270, 14.650063 | 10078000460002 | Ladda upp en bild av detta fornminne |
| Solröret (Ör 48:1) | Röse           |              | Ör, Småland         |       | 57.029998, 14.640324 | 10078000480001 | Ladda upp en bild av detta fornminne |
| Ör 49:1            | Stenkammargrav |              | Ör, Småland         |       | 57.028624, 14.640675 | 10078000490001 | Ladda upp en bild av detta fornminne |
| Ör 54:1            | Stensättning   |              | Ör, Småland         |       | 56.989053, 14.635680 | 10078000540001 | Ladda upp en bild av detta fornminne |
| Ör 55:1            | Stensättning   |              | Ör, Småland         |       | 56.988897, 14.637202 | 10078000550001 | Ladda upp en bild av detta fornminne |
| Ör 62:1            | Hällristning   |              | Ör, Småland         |       | 56.970262, 14.660618 | 10078000620001 | Ladda upp en bild av detta fornminne |
| Ör 64:1            | Stensättning   |              | Ör, Småland         |       | 56.972327, 14.685357 | 10078000640001 | Ladda upp en bild av detta fornminne |
| Ör 66:1            | Röse           |              | Ör, Småland         |       | 56.967936, 14.683847 | 10078000660001 | Ladda upp en bild av detta fornminne |
| Ör 70:1            | Röse           |              | Ör, Småland         |       | 56.982965, 14.677904 | 10078000700001 | Ladda upp en bild av detta fornminne |
| Ör 75:1            | Röse           |              | Ör, Småland         |       | 57.000543, 14.676152 | 10078000750001 | Ladda upp en bild av detta fornminne |
| Ör 83:1            | Röse           |              | Ör, Småland         |       | 57.017637, 14.665046 | 10078000830001 | Ladda upp en bild av detta fornminne |
| Ör 83:2            | Stensättning   |              | Ör, Småland         |       | 57.017520, 14.665028 | 10078000830002 | Ladda upp en bild av detta fornminne |
| Ör 85:1            | Stensättning   |              | Ör, Småland         |       | 57.024816, 14.662643 | 10078000850001 | Ladda upp en bild av detta fornminne |
| Ör 125             | Hällristning   |              | Ör, Småland         |       | 57.027407, 14.653946 | 12000000084920 | Ladda upp en bild av detta fornminne |
| Ör 126             | Hällristning   |              | Ör, Småland         |       | 57.028858, 14.651539 | 12000000084922 | Ladda upp en bild av detta fornminne |
| Ör 127             | Hällristning   |              | Ör, Småland         |       | 57.028706, 14.652352 | 12000000084926 | Ladda upp en bild av detta fornminne |
| Ör 128             | Hällristning   |              | Ör, Småland         |       | 57.027450, 14.652950 | 12000000084928 | Ladda upp en bild av detta fornminne |
| Ör 129             | Hällristning   |              | Ör, Småland         |       | 57.026816, 14.653390 | 12000000084930 | Ladda upp en bild av detta fornminne |
| Ör 136             | Stensättning   |              | Ör, Småland         |       | 57.051485, 14.642777 | 12000000114774 | Ladda upp en bild av detta fornminne |
| Ör 137             | Hällristning   |              | Ör, Småland         |       | 57.049425, 14.642595 | 12000000114775 | Ladda upp en bild av detta fornminne |
| Ör 140             | Hällristning   |              | Ör, Småland         |       | 57.046145, 14.638185 | 12000000114780 | Ladda upp en bild av detta fornminne |
| Ör 141             | Hällristning   |              | Ör, Småland         |       | 57.054214, 14.637460 | 12000000114788 | Ladda upp en bild av detta fornminne |
| Ör 146             | Stensättning   |              | Ör, Småland         |       | 57.033993, 14.641317 | 12000000114798 | Ladda upp en bild av detta fornminne |
| Ör 148             | Stensättning   |              | Ör, Småland         |       | 57.033927, 14.641694 | 12000000114800 | Ladda upp en bild av detta fornminne |
| Ör 150             | Stensättning   |              | Ör, Småland         |       | 57.041660, 14.634395 | 12000000114849 | Ladda upp en bild av detta fornminne |
| Ör 156             | Stensättning   |              | Ör, Småland         |       | 57.024783, 14.655670 | 12000000114869 | Ladda upp en bild av detta fornminne |
| Ör 157             | Stensättning   |              | Ör, Småland         |       | 57.024709, 14.655669 | 12000000114870 | Ladda upp en bild av detta fornminne |
| Ör 158             | Röse           |              | Ör, Småland         |       | 57.024701, 14.656066 | 12000000114871 | Ladda upp en bild av detta fornminne |
| Ör 159             | Stensättning   |              | Ör, Småland         |       | 57.024761, 14.655647 | 12000000114872 | Ladda upp en bild av detta fornminne |
| Ör 160             | Röse           |              | Ör, Småland         |       | 57.029673, 14.648968 | 12000000114873 | Ladda upp en bild av detta fornminne |
| Ör 163             | Hällristning   |              | Ör, Småland         |       | 57.021933, 14.659270 | 12000000115818 | Ladda upp en bild av detta fornminne |
| Ör 165             | Stenkammargrav |              | Ör, Småland         |       | 57.005388, 14.661580 | 12000000115821 | Ladda upp en bild av detta fornminne |
| Ör 166             | Gravfält       |              | Ör, Småland         |       | 57.023751, 14.653591 | 12000000115822 | Ladda upp en bild av detta fornminne |
| Ör 169             | Stensättning   |              | Ör, Småland         |       | 57.012703, 14.657023 | 12000000115825 | Ladda upp en bild av detta fornminne |
| Ör 172             | Hällristning   |              | Ör, Småland         |       | 57.019722, 14.635335 | 12000000115828 | Ladda upp en bild av detta fornminne |
| Ör 173             | Hällristning   |              | Ör, Småland         |       | 57.019097, 14.635392 | 12000000115830 | Ladda upp en bild av detta fornminne |
| Ör 179             | Stensättning   |              | Ör, Småland         |       | 57.017743, 14.645245 | 12000000115837 | Ladda upp en bild av detta fornminne |
| Ör 181             | Stensättning   |              | Ör, Småland         |       | 57.019548, 14.635320 | 12000000115839 | Ladda upp en bild av detta fornminne |
| Ör 182             | Stensättning   |              | Ör, Småland         |       | 57.007889, 14.647106 | 12000000115840 | Ladda upp en bild av detta fornminne |
| Ör 183             | Röse           |              | Ör, Småland         |       | 57.017667, 14.645313 | 12000000115841 | Ladda upp en bild av detta fornminne |
| Ör 184             | Stensättning   |              | Ör, Småland         |       | 57.019534, 14.635377 | 12000000115842 | Ladda upp en bild av detta fornminne |
| Ör 185             | Stensättning   |              | Ör, Småland         |       | 57.007866, 14.647266 | 12000000115843 | Ladda upp en bild av detta fornminne |
| Ör 191             | Röse           |              | Ör, Småland         |       | 56.997684, 14.647510 | 12000000116257 | Ladda upp en bild av detta fornminne |
| Ör 197             | Stensättning   |              | Ör, Småland         |       | 57.015660, 14.651042 | 12000000116264 | Ladda upp en bild av detta fornminne |
| Ör 198             | Stensättning   |              | Ör, Småland         |       | 57.017390, 14.645698 | 12000000116265 | Ladda upp en bild av detta fornminne |
| Ör 199             | Röse           |              | Ör, Småland         |       | 57.016359, 14.645257 | 12000000116266 | Ladda upp en bild av detta fornminne |
| Ör 200             | Stensättning   |              | Ör, Småland         |       | 57.016692, 14.645350 | 12000000116267 | Ladda upp en bild av detta fornminne |
| Ör 202             | Hällristning   |              | Ör, Småland         |       | 57.016467, 14.642985 | 12000000116269 | Ladda upp en bild av detta fornminne |
| Ör 206             | Hällristning   |              | Ör, Småland         |       | 56.994563, 14.661158 | 12000000116312 | Ladda upp en bild av detta fornminne |
| Ör 207             | Stensättning   |              | Ör, Småland         |       | 56.993645, 14.663108 | 12000000116315 | Ladda upp en bild av detta fornminne |
| Ör 208             | Hällristning   |              | Ör, Småland         |       | 56.994577, 14.661213 | 12000000116316 | Ladda upp en bild av detta fornminne |
| Ör 209             | Gravfält       |              | Ör, Småland         |       | 56.994492, 14.653727 | 12000000116319 | Ladda upp en bild av detta fornminne |
| Ör 210             | Stensättning   |              | Ör, Småland         |       | 56.994745, 14.654160 | 12000000116321 | Ladda upp en bild av detta fornminne |
| Ör 211             | Stensättning   |              | Ör, Småland         |       | 56.994875, 14.653785 | 12000000116323 | Ladda upp en bild av detta fornminne |
| Ör 212             | Röse           |              | Ör, Småland         |       | 56.994609, 14.661106 | 12000000116327 | Ladda upp en bild av detta fornminne |
| Ör 213             | Hällristning   |              | Ör, Småland         |       | 57.056535, 14.631298 | 12000000116331 | Ladda upp en bild av detta fornminne |
| Ör 214             | Stensättning   |              | Ör, Småland         |       | 56.992588, 14.673179 | 12000000116333 | Ladda upp en bild av detta fornminne |
| Ör 215             | Stensättning   |              | Ör, Småland         |       | 57.054491, 14.633359 | 12000000116334 | Ladda upp en bild av detta fornminne |
| Ör 216             | Röse           |              | Ör, Småland         |       | 57.000147, 14.673193 | 12000000116336 | Ladda upp en bild av detta fornminne |
| Ör 217             | Stensättning   |              | Ör, Småland         |       | 57.017525, 14.665027 | 12000000116339 | Ladda upp en bild av detta fornminne |
| Ör 218             | Stensättning   |              | Ör, Småland         |       | 57.017730, 14.661663 | 12000000116341 | Ladda upp en bild av detta fornminne |
| Ör 219             | Röse           |              | Ör, Småland         |       | 57.017625, 14.665082 | 12000000116342 | Ladda upp en bild av detta fornminne |
| Ör 220             | Hällristning   |              | Ör, Småland         |       | 57.018423, 14.664777 | 12000000116344 | Ladda upp en bild av detta fornminne |
| Ör 221             | Stensättning   |              | Ör, Småland         |       | 57.017963, 14.663012 | 12000000116346 | Ladda upp en bild av detta fornminne |
| Ör 222             | Stensättning   |              | Ör, Småland         |       | 57.017442, 14.663580 | 12000000116347 | Ladda upp en bild av detta fornminne |
| Ör 223             | Röse           |              | Ör, Småland         |       | 57.012135, 14.661153 | 12000000116348 | Ladda upp en bild av detta fornminne |
| Ör 225             | Stensättning   |              | Ör, Småland         |       | 57.019477, 14.665982 | 12000000116350 | Ladda upp en bild av detta fornminne |